# Anochilia laterivirens
Anochilia laterivirens är en skalbaggsart som beskrevs av Leon Fairmaire 1904. Anochilia laterivirens ingår i släktet Anochilia och familjen Cetoniidae. Inga underarter finns listade i Catalogue of Life.